# Serbiska fälttåget (1914)
Österrike-Ungerns invasion av Serbien är samlingsnamnet för de strider på första världskrigets balkanfront som utkämpades mellan Österrike-Ungern och Serbien under hösten och vintern 1914.    

## Förlopp
Den österrikiska invasionen inleddes den 12 augusti 1914 då de österrikiska 5. och 6. arméerna om sammanlagt 280 000 man trängde in i Serbien från södra Bosnien. Under hårda strider i svårframkomlig bergsterräng lyckades österrikarna bara avancera ett fåtal kilometer, innan de hejdades av den sämre utrustade men mer krigsvana serbiska armén. Uppmuntrade av framgången gick serberna till motanfall och drev bort fienden från serbisk mark. Serberna förföljde sedan österrikarna över gränsfloden Sava och gjorde den 6 november en framstöt mot Sarajevo på den bosniska sidan. Anfallet slogs dock tillbaka ganska snabbt av österrikarna, vilka därefter genast påbörjade en andra invasion av Serbien. Huvudstaden Belgrad föll den 2 december, men förstärkta med ammunitionstransporter från Frankrike lyckades serberna åter gå till motoffensiv, och efter två veckors strider hade österrikarna pressats tillbaka till sina ursprungspositioner.

## Resultat
Striderna i Serbien 1914 kostade Österrike-Ungern över 270 000 man i döda, sårade och tillfångatagna medan de serbiska förlusterna var knappt hälften så stora. Nederlaget mot en småstat på Balkan var dessutom en svår prestigeförlust för ett land som betraktades som en av Europas främsta stormakter. Motgångarna fick Österrike att vädja till sin allierade Tyskland om hjälp och året därpå genomförde tysk-österrikiska trupper tillsammans en ny invasion av Serbien.